# Tour della nazionale maschile di rugby a 15 dell'Australia 1908-1909
Il Tour della Nazionale di rugby a 15 dell'Australia 1908-1909 fu una serie di incontri di Rugby a 15 disputati dalla nazionale Australiana contro squadre di club, ad inviti e nazionali di Inghilterra Galles Canada e USA. Fu il primo tour australiano nell'emisfero nord e la compagine viene solitamente indicata come "I primi Wallabies". La squadra era formata quasi esclusivamente di giocatori del Nuovo Galles del Sud a causa del passaggio di molte squadre del Queensland al Rugby league.
In precedenza, avevano visitato l'emisfero nord le rappresentative di Nuova Zelanda (1905) e Sudafrica (1906). Entrambe avevano ottenuto importanti ed inattesi successi contro club e nazionali.
Malgrado il successo dei due precedenti, il tour australiano ebbe scarso risalto sulla stampa soprattutto perché l'Australia aveva avuto scarsi risultati sino ad allora (1 vittoria in 12 partite) nei test contro Nuova Zelanda e le selezioni britanniche dei tour del 1899 e del 1904 dunque non vi erano grandi aspettative.
Malgrado questo, gli Australiani disputarono un discreto tour e molti commentatori ritennero che avrebbero potuto fare meglio se avessero avuto più fortuna e meno infortuni
Furono disputati due match internazionali ufficiali contro Galles e Inghilterra, ma non si riuscì ad organizzare match ufficiali contro Scozia e Irlanda perché le due federazioni rifiutarono l'incontro.

## La leadership della squadra
Come manager venne scelto il manager della selezione del New South Wales, James McMahon, assistito da Stan Wickham, capitano dei Wallabies in ben 10 occasioni. Il capitano ufficiale fu Herbert Moran, sostituito in alcune occasioni da Chris McKivat e Fred Wood, vice-capitano ufficiale.
La divisa di gioco era blu con il simbolo del Waratah, fiore tipico simbolo di Sydney, a confermare la predominanza di giocatori del Nuovo Galles del Sud.
Moran scrisse in Viewless Winds che quando la squadra giunse a Plymouth, un gruppo di giornalisti, ansiosi di dare al team un nome distintivo. Venne subito rifiutato il nome Rabbits (Conigli) e presto venne adottato il nomiglolo di "The Wallabies"
Moran descrisse come "afflizione" il grido di guerra che era stata suggerito dalle Union australiane come "attrazione" sullo stile dell'Haka neozelandese. Egli scrisse: "Dopo molti anni il ricordo del "grido di guerra" provoca ancora in me molta rabbia... Dovevamo saltare in aria ed eseguire dei gesti che fossero scambiati per quelli che i nativi australiani eseguivano in simili circostanze e urlare selvaggiamente parole senza senso durante quella pantomima. Mi rifiutai di guidare quella disgustosa caricatura di danza tribale e regolarmente mi "nascondevo" come un obiettore di coscienza." "

## Match preparatori e viaggio
La squadra lasciò Sydney l'8 agosto 1908 a bordo della "SS Omrah" diretti a Melbourne. La nave conteneva 115 passeggeri e molte merci. 
Disputarono un match al Melbourne Cricket Ground contro una selezione dello stato di Victoria, vincendo per 26-6. Quindi transitarono per Fremantle dove sconfissero una selezione di Western Australia per 58-6.
| Melbourne 10 agosto 1908 | Victoria XV | 6 – 26 | Australia XV | Cricket Ground |

| Fremantle 17 agosto 1908 | Western Australia | 6 – 58 | Australia XV | Oval |

Nel lungo viaggio Moran introdusse la pratica di effettuare delle riunioni che fossero in parte delle lezioni in parte dei "brainstorming" con i giocatori incoraggiati a proporre delle idee per migliorare le performance del team. Moran utilizzava una lavagna e all'inizio il suo stile di lezione venne deriso dai giocatori, ma seppe convincerli a vedere il rugby come una sorta di gioco degli scacchi.

## Prima parte del tour
Il primo match fu contro Devon. Peter Burge si ruppe una gamba e non poté più giocare nel tour. L'Australia vinse comunque pur giocando in quattordici. Bob Craig aveva portato con sé un pitone nel suo bagaglio come mascotte del tour, ma questo morì lo stesso giorno del primo match..
Nel terzo match contro Cornwall at Camborne, un altro giocatore si ruppe una gamba. L'avanti del Queensland, Flanagan si scontrò infatti contro Charles "Boxer" Russell avendo la peggio.
Il quarto match vide i Wallabies affrontare i migliori giocatori di Cardiff and Swansea riuniti nel Glamorgan County, davanti a 20.000 spettatori.
La prima sconfitta arrivò contro Llanelli RFC in un match combattutissimo che resterà nella storia del club gallese.
| Devon 26 settembre 1908 | Devon | – | Australia XV | Rectory Ground |

| Glouchester 1º ottobre 1908 | Gloucestershire | 0 – 19 | Australia XV | Kingholm |

| Camborne 3 ottobre 1908 | Cornwall | 0 – 16 | Australia XV |  |

| Pontypridd 7 ottobre 1908 | Glamorgan County | 3 – 16 | Australia XV | Taff Vale Park (20.000 spett.) |

| Tonypandy 10 ottobre 1908 | Penygraig RFC | 3 – 11 | Australia XV | Atletic Ground |

| Neath 15 ottobre 1908 | Neath RFC and Aberavon RFC | 0 – 6 | Australia XV | Football Ground |

| Llanelli 17 ottobre 1908 | Llanelli RFC | 8 – 3 | Australia XV | Stradey Park |

| Pontypool 19 ottobre 1908 | Monmouth | – | Australia XV | NON DISPUTATA PER PIOGGIA |

| Richmond 24 ottobre 1908 | London XV | 0 – 2 | Australia XV |  |

## I giochi olimpici
Mentre si svolgeva il tour, si stavano disputando i Giochi della IV Olimpiade a Londra; fu così che la squadra australiana fu chiamata a rappresentare l'Australasia nel torneo di rugby. Un solo altro team si presentò, a rappresentare il Regno Unito. Un torneo di scarso interesse nei giochi iniziati sei mesi prima e nell'ultima settimana di gare.
L'Australia aveva già superato Cornwall, campioni britannici avendo vinto il torneo delle contee, un mese prima.
Scozia ed Irlanda avevano declinato l'invito della Rugby Football Union a partecipare ai Giochi e la Francia, detentrice del titolo, non si presentò lasciando alle due squadre la disputa delle sole due medaglie.
Il match venne giocato dentro l'enorme White City, in un'area vicino alla Piscina olimpica che misurava 110 yard di lunghezza con delle protezioni per i giocatori se fossero caduti nella vasca vuota
Il terreno era molto scivoloso e pesante a causa dei forti piogge, rendendo la palla assai difficile da controllare. L'eccellenza del gioco degli australiani sorprese il pubblico e permise di segnare 8 mete.
Né Moran, né il vice-capitano Wood giocarono lasciando il titolo di capitano a Chris McKivat, che guidò la squadra ad una facile vittoria per 32-3 e alla gloria olimpica.
| | Cornwall   | 3 – 32 | Australia XV |  |
| \| \| \| \| \| E. Jackett Barney Solomon Bert Solomon Dean Jose Wedge Davey R. Jackett Jones Wilson Tregurtha Lawrey Marshall Wilcocks Trevaskis \| Formazioni \| Carmichael Russell Carroll Hickey Smith McKivatt McCabe Griffen Barnett McCue Middleton Richards McArthur McMurtrie Craig \| |            | |              |  |
| |            | |              |  |
| E. Jackett Barney Solomon Bert Solomon Dean Jose Wedge Davey R. Jackett Jones Wilson Tregurtha Lawrey Marshall Wilcocks Trevaskis | Formazioni | Carmichael Russell Carroll Hickey Smith McKivatt McCabe Griffen Barnett McCue Middleton Richards McArthur McMurtrie Craig |              |  |

## La seconda parte del tour
| Portsmouth 28 ottobre 1908 | Combined Army and Navy | 6 – 8 | Australia XV | Recreation Ground |

| Hartlepool 31 ottobre 1908 | Durham | 7 – 29 | Australia XV | Friarage |

| Newcastle 4 novembre 1908 | Nortumberland and Cumberland | 6 – 18 | Australia XV | St James' Park |

| Birkenhead 7 novembre 1908 | Cheshire | 3 – 37 | Australia XV |  |

| Londra 11 novembre 1908 | London XV | 3 – 24 | Australia XV | Rectory Field, Blackheath |

| Cambridge 14 novembre 1908 | Cambridge University | 9 – 11 | Australia XV |  |

| Oxford 18 novembre 1908 | Oxford University | 3 – 19 | Australia XV | Iffley Road |

| Wakefield 21 novembre 1908 | Yorkshire | 0 – 24 | Australia XV | Belle Vue |

| Fallowfield 24 novembre 1908 | Lancashire | 6 – 12 | Australia XV |  |

| Taunton 28 novembre 1908 | Somerset | 0 – 8 | Australia XV | Atheltic Grounds |

| 2 dicembre 1908 | Combined Midlands | 16 – 5 | Australia XV |  |

| Richmond 5 dicembre 1908 | Anglo_Welsh XV | 0 – 24 | Australia XV |  |

## Il match con il Galles
| Arbitro: | G Evans |

| |            | |
| mete: Hopkins Gorge Travers Tr.:Winfield | Marcatori  | mete: Richards Russell |
| Bert Winfield Johnnie Williams Jack Jones Billy Trew (cap). P Hopkins Dick Jones Dicky Owen James Watts George Travers George Hayward Jim Webb Phil Waller Tom Evans Ivor Morgan David John Thomas | Formazioni | Phillip Carmichael Charles Russell John Hickey Edwrad Mandible Daniel Carroll C-McKivatt Thomas Griffen Robert Craig Jumbo Barnett Peter Burge Charles Hammond Patrick McCue Tom Richards Herbert Moran (cap.) |

## Verso la fine del tour
| Pontypridd 17 dicembre 1908 | Glamorgan League XV | 5 – 9 | Australia XV | Taff Vale Park |

| Newport 19 dicembre 1908 | Newport RFC | 3 – 5 | Australia XV | Rodney Parade |

| Abertillery 22 dicembre 1908 | Abertillery RFC | 3 – 3 | Australia XV |  |

| Merthyr 24 dicembre 1908 | North Glamorgan | 5 – 13 | Australia XV |  |

| Swansea 26 dicembre 1908 | Swansea RFC | 0 – 6 | Australia XV | St. Helen's, |

| Cardiff 28 dicembre 1908 | Cardiff RFC | 24 – 8 | Australia XV | Arms Park |

## Il match con l'Inghilterra e gli ultimi match in Gran Bretagna
| Blackheath 12 dicembre 1908 | Inghilterra | 3 – 9 | Australia | Rectory Field |
| \| \| \| \| \| mt: Mobbs \| Marcatori \| \| \| George Lyoncap. Edgar Mobbs FN Tarr EW Assinder BB Bennetts AH Ashcroft RH Williamson JG Cooper R Dibble AL Kewney SH Penny AD Warrington-Morris FP Knight Percy Down WL Oldham \| Formazioni \| P.Carmichael Charles Russell John Hickey Ward Prentice William Dix Arthur McCabe Christopher McKivatt cap, Ken Gavin Norm Row Jumbo Barnett Patrick McCue Charles Hammond M McArthur Tom Richards Sydney Middleton \| |             | |           |               |
| |             | |           |               |
| mt: Mobbs | Marcatori   | |           |               |
| George Lyoncap. Edgar Mobbs FN Tarr EW Assinder BB Bennetts AH Ashcroft RH Williamson JG Cooper R Dibble AL Kewney SH Penny AD Warrington-Morris FP Knight Percy Down WL Oldham | Formazioni  | P.Carmichael Charles Russell John Hickey Ward Prentice William Dix Arthur McCabe Christopher McKivatt cap, Ken Gavin Norm Row Jumbo Barnett Patrick McCue Charles Hammond M McArthur Tom Richards Sydney Middleton |           |               |

Il match avrebbe dovuto essere disputato a Twickhenam ma la costruzione delle tribune fu ritardata dal maltempo e il match vemme spostato.
Ben 10 giocatori esordienti vennero schierati nell'Inghilterra, Dopo un buon inizio inglese con meta di Edgar Mobbs, il Wallaby Norman Row calciò un up-and-under, lo riprese e pareggiò il conto. L'Australia dominò il secondo tempo
Moran non giocò a causa di un infortunio al tendine di Achille.
| 13 gennaio 1909 | Bristol and Clifton | 3 – 11 | Australia XV |  |

| 16 gennaio 1909 | Plymouth | 3 – 11 | Australia XV |  |

## Tornando a casa
Alcuni match vennero giocati in California e durante il viaggio di ritorno
| 6 febbraio 1909 | University of California | 0 – 27 | Australia XV |  |

| febbraio 1909 | Stanford University | 3 – 13 | Australia XV |  |

| febbraio 1909 | All California | 0 – 17 | Australia XV |  |

| Vancouver febbraio 1909 | Vancouver | 0 – 23 | Australia XV |  |

| Victoria febbraio 1909 | Victoria | 3 – 26 | Australia XV |  |

## Statistiche
Il tour in Gran Bretagna si articolò in 31 partite con 25 vittorie australiane, un pareggio e 5 sconfitte.
Due i test match con una vittoria con l'Inghilterra e una sconfitta col Galles
Altri cinque match si disputarono in terra americana (tutte vittorie) e due preparatori in Australia. Un totale di 38 match di cui 32 vinti. 438 i punti segnati e 149 contro, con 104 mete segnate (80 dai tre quarti e 24 dagli avanti)

## La squadra

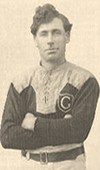
Chris McKivat

### Management
- Manager: J. McMahon
- Assistente; Stan Wickham
- Captain: Herbert Moran
- Vice-Captain: Fred Wood

### Estremi
- Phillip Carmichael (Queensland)
- William Dix (Armidale)

### Centri
- Charles Russell (Newtown)
- Daniel Carroll (St. George)
- John Hickey (Glebe)
- Frank Smith (Central West)
- H.L. Daly (Central West)
- Edward Mandible (Sydney)
- C.E. Parkinson (Queensland)

### Mediani
- Christopher McKivatt (Glebe)
- Arthur McCabe (South Sydney)
- Fred Wood (Glebe)
- Ward Prentice (West Suburbs)
- Joshua Stevenson (Northern)

### Avanti
- Thomas Griffen (Glebe)
- Jumbo Barnett (Newtown)
- Patrick McCue (Newtown)
- Sydney Middleton (Glebe)
- Tom Richards (Queensland)
- Malcolm McArthur (Eastern Suburbs)
- Charles McMurtrie (Orange)
- Robert Craig (Balmain)
- Herbert Moran (Newcastle)
- E. McIntyre (Central West)
- Ken Gavin (Central West)
- Albert Burge (South Sydney)
- Peter Burge (South Sydney)
- Cecil Murnin (Eastern Suburbs)
- Norman Row (Eastern Suburbs)
- Peter Flanagan (Queensland)
- Charles Hammond (Sydney University)